# Lisco Baltic Service
DFDS Lisco (VSE: LBS1L) (старое название — Lisco Baltic Service) — судоходная компания Литвы, занимавшаяся перевозкой грузов и пассажиров на паромах и других судах. Штаб-квартира компании была расположена в Клайпеде. Также компания имела офис в Москве.

## Деятельность
В 2005 году оборот компании составил 245 млн литов.